# Trancanage
Le trancanage est l'action d'enrouler de manière ordonnée un objet. Cet objet doit être moins large que le support d'enroulement (bobine). Cela peut être du fil, du câble, du tuyau, des bandelettes, etc. L'action de trancaner consiste à enrouler spire par spire et couche par couche le produit cité ci-dessus.
Il est réalisé grâce à un retard de l'angle (quelques degrés) du câble sur l'enroulement avec une vitesse d'enroulement dépendant de ce retard d'angle. Concrètement, le câble s'enroule spire après spire, le retard d'angle diminue à l'arrivée de l'une des deux extrémités du support d'enroulement, on diminue alors sa vitesse d'enroulement. En touchant le bord, l'angle de retard du câble est alors de 0°, on réduit la vitesse d'enroulement au plus bas, le câble va alors s'enrouler dans l'autre sens sur la couche inférieure et ainsi de suite.
Le but de cette action est d'économiser la place sur le support et aussi de permettre un déroulement automatique.
Il semblerait que les deux orthographes « trancanage » et « trancannage » soient utilisées sur les pages du web. Les deux mots pourraient exister et avoir des sens différents.
« Trancaneur » ou « trancanneur » signifient « enrouleur ».